# Oualguirga
Oualguirga est commune rurale située dans le département de Kordié de la province de Sanguié dans la région du Centre-Ouest au Burkina Faso.